# Johannes Lukas

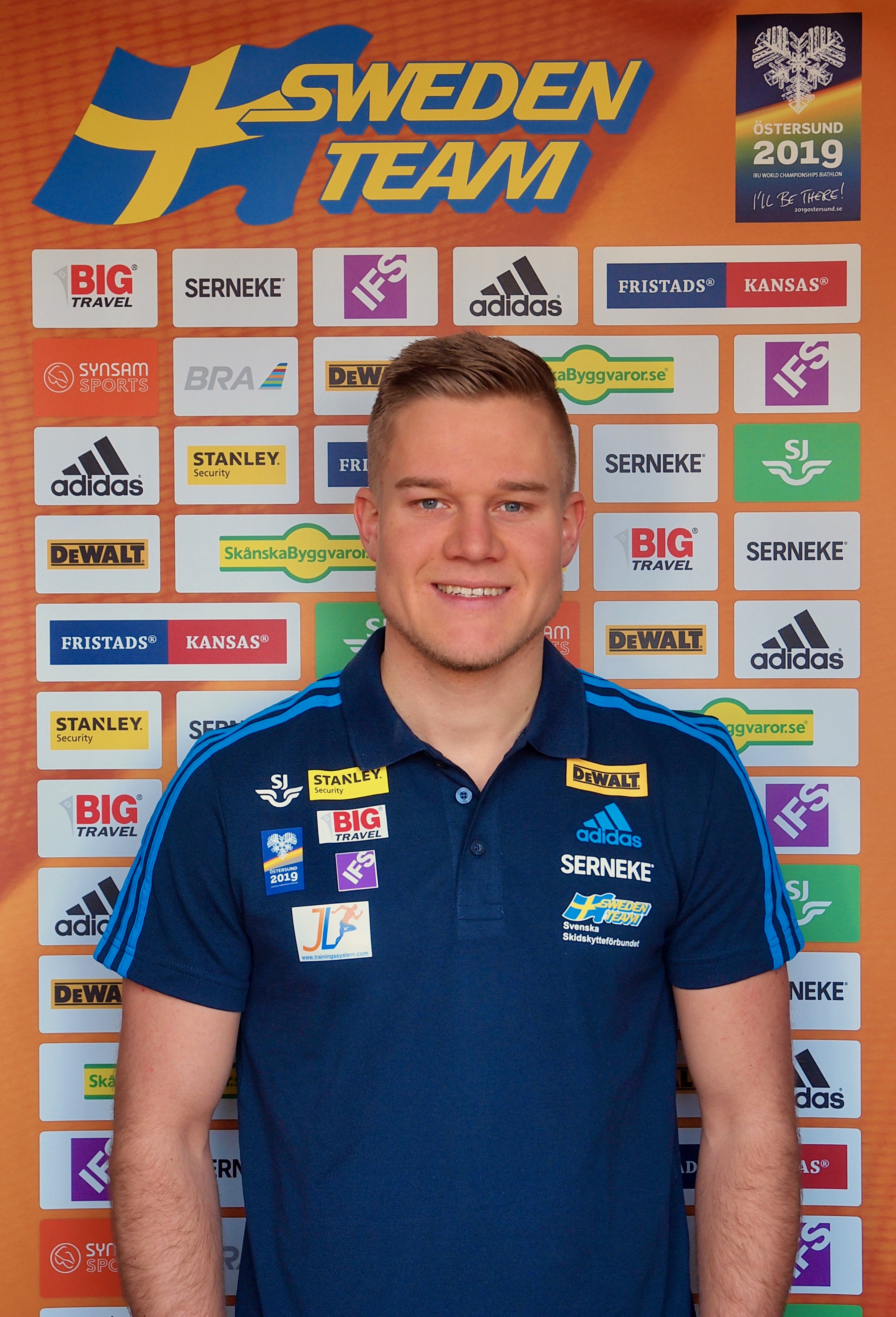
Johannes Lukas (2017)

Johannes Lukas (* 24. Juni 1993 in München) ist ein deutscher Biathlontrainer. Er ist seit 2019 Cheftrainer der schwedischen Nationalmannschaft.

## Leben
Johannes Lukas ist in München aufgewachsen. Er kam über seinen Vater als Kind zum Skilanglauf und begann später mit dem Biathlon. Lukas trainierte in Mittenwald unter Bernhard Kröll in der Gruppe um Magdalena Neuner und Laura Dahlmeier. Aufgrund von Verletzungen musste er im Alter von 21 Jahren seine Karriere als Leistungssportler beenden und begann an der Technischen Universität München ein Studium der Sportwissenschaft.
Ab 2015 absolvierte Lukas im Rahmen seines Studiums eine einjährige Hospitation bei der schwedischen Biathlon-Nationalmannschaft unter Cheftrainer Wolfgang Pichler, einem Bekannten seines Vaters. Nach seinem Bachelor-Abschluss erhielt er vom Verband 2016 eine Anstellung als Assistenztrainer. Er war dabei vor allem für Technik- und Krafttraining sowie Taktik verantwortlich. Die schwedische Mannschaft gewann in dieser Zeit völlig überraschend zwei Gold- und zwei Silbermedaillen bei den Olympischen Winterspielen 2018.
Nach Pichlers Rückzug wurde Johannes Lukas zur Saison 2019/20 im Alter von 25 Jahren dessen Nachfolger als Cheftrainer des schwedischen A-Kaders der Frauen und Männer. Zu seinem Team gehören Mattias Nilsson und die Schießtrainer Johan Hagström und Jean-Marc Chabloz.
Im Januar 2024 wurde Lukas bei der Svenska Idrottsgalan, einer alljährlich stattfindenden Ehrung schwedischer Sportler, zum Trainer des Jahres 2023 gekürt.
Neben seiner Tätigkeit im Biathlon war Lukas u. a. Athletik- und Koordinationstrainer im Nachwuchsleistungszentrum des TSV 1860 München und als Athletiktrainer der Seglerin Tina Lutz tätig.